# Hysteria (Muse)
Hysteria è un singolo del gruppo musicale britannico Muse, pubblicato il 1º dicembre 2003 come terzo estratto dal terzo album in studio Absolution.

## Video musicale
La regia del video è stata affidata a Matt Kirby e ha come protagonista l'attore e regista statunitense Justin Theroux. Per avere una resa amatoriale è stato girato per la maggior parte con una telecamera digitale SONY. Il set utilizzato per le riprese è una camera d'albergo di Londra. Il video è un omaggio al film del 1982 Pink Floyd The Wall.

## Apparizioni nei media
Hysteria è stata utilizzata come colonna sonora per lo spot pubblicitario del profumo Insolence di Guerlain che vedeva come protagonista l'attrice Hilary Swank ed è stata utilizzata in una puntata della serie televisiva Entourage. Appare inoltre nella colonna sonora del videogioco musicale Rock Band.

## Tracce
Testi di Matthew Bellamy, musiche di Matthew Bellamy, Dominic Howard e Chris Wolstenholme.
CD promozionale (Germania, Regno Unito, Stati Uniti)
1. Hysteria – 3:47

CD singolo (Australia, Benelux, Francia, Germania, Regno Unito), 7" (Regno Unito), download digitale
1. Hysteria – 3:47
2. Eternally Missed – 6:05
3. Hysteria (Live @ Zenith Munich) – 4:07 – presente solo nell'edizione tedesca

DVD (Australia, Benelux, Francia, Germania, Regno Unito)
1. Hysteria - Director's Cut (Video)
2. Hysteria (Audio) – 3:47
3. Hysteria (Live at MTV2)
4. The Making of Hysteria (Video)
5. Gallery

## Formazione
Gruppo
- Matthew Bellamy – voce, chitarra, tastiera, arrangiamento strumenti ad arco
- Chris Wolstenholme – basso, cori
- Dominic Howard – batteria, percussioni

Altri musicisti
- Audrey Riley – arrangiamenti strumenti a corda

Produzione
- Rich Costey – produzione, ingegneria del suono, missaggio
- Muse – produzione
- Wally Gagel – ingegneria, montaggio digitale
- Howie Weinberg – mastering

## Classifiche
| Classifica (2003-05)       | Posizione massima |
| -------------------------- | ----------------- |
| Francia                    | 77                |
| Italia                     | 31                |
| Paesi Bassi                | 92                |
| Regno Unito                | 17                |
| Regno Unito (rock & metal) | 1                 |
| Spagna                     | 20                |
| Stati Uniti                | 118               |
| Stati Uniti (alternative)  | 9                 |